# Silke Ackermann
Silke Ackermann (* 5. November 1961) ist eine deutsch-britische Wissenschaftshistorikerin.
Silke Ackermann studierte Geschichte und Orientalistik an der Goethe-Universität Frankfurt am Main und promovierte dort 1996 über Michael Scotus (veröffentlicht als Sternstunden am Kaiserhof : Michael Scotus und sein Buch von den Bildern und Zeichen des Himmels, 2009). Zuvor hatte sie schon 1987 ihre Magister-Arbeit über Michael Scotus geschrieben (Michael Scotus : ein Universalgelehrter des 13. Jahrhunderts : Quellen zu seinem Leben – Überlieferung seiner Werke). Sie war Assistentin von David King am Institut für Wissenschaftsgeschichte der Universität Frankfurt. Ab 1996 war sie Kuratorin für europäische und islamische wissenschaftliche Instrumente am British Museum. 2012 wurde sie Professorin am Baltic College in Schwerin. 2014 wurde sie Direktorin des History of Science Museum der Universität Oxford, wo sie auch Fellow des Linacre Colleges ist.
2005 wurde sie Fellow der Society of Antiquaries of London. Von 2013 bis 2017 war sie Präsidentin der Scientific Instrument Commission der International Union of History and Philosophy of Science and Technology.
Ihr Forschungsschwerpunkt ist Wissenschaftsgeschichte des Mittelalters und der Renaissance, insbesondere islamische Länder, wissenschaftliche Instrumente wie Astrolabien und Wissenstransfer zwischen Europa und der islamischen Welt.
Seit 2009 hat sie auch die britische Staatsbürgerschaft.

## Schriften (Auswahl)
- Habent sua fata libelli: Michael Scot and the transmission of knowledge between the courts of Europe, in: Johannes Fried, Gundula Grebner (Hrsg.), Kulturtransfer und Hofgesellschaft im Mittelalter (Konferenzschrift), Akademie Verlag 2008, ISBN 978-3-05-009782-4
- Sternstunden am Kaiserhof: Michael Scotus und sein Buch von den Bildern und Zeichen des Himmels, Frankfurt: P. Lang 2009 (Dissertation), ISBN 978-3-631-59489-6[1]
- mit Richard L. Kremer, Mara Miniati (Hrsg.): Scientific Instruments on Display, Brill 2014, ISBN 978-90-04-26440-3
- mit Charles Burnett, Josefina Rodriguez-Arribas, Ryan Szpiech (Hrsg.): Astrolabes in medieval cultures, Brill 2019 (auch Sonderausgabe Medieval Encounters, Band 23, 2017), ISBN 978-90-04-38786-7 (darin von Ackermann: Hic sunt dracones: Astrolabe research revisited)
- mit Richard Dunn, Giorgio Strano (Hrsg.): Heaven and Earth United: Instruments in Astrological Contexts, Scientific Instruments and Collections, Band 6, Leiden: Brill, 2018, ISBN 978-90-04-38143-8
- Herausgeberin mit Neil Brown, Feza Günergun: Scientific instruments between East and West, Brill 2019

Sie arbeitete an Katalogen der Globen (1999, mit Elly Dekker), Sonnenuhren (2002) und Astrolabien (2005) des National Maritime Museum in Greenwich mit.